# أوروش دوفنجاك
أوروش دوفنجاك (بالصربية: Урош Дувњак) مواليد 19 نوفمبر 1986 في بلغراد، جمهورية صربيا الاشتراكية، هو لاعب كرة سلة صربي. بدأ مسيرته الاحترافية في سنة 2004. يبلغ طوله 6 قدم 3 بوصة (1.9 م).

## المسيرة الاحترافية
لعب مع نادي بارتيزان لكرة السلة في موسم 2004–2005، ثم لعب مع نادي إف إم بي لكرة السلة في موسم 2007–2008، ثم لعب مع نادي بوزنان لكرة السلة في موسم 2009–2010، ثم لعب مع نادي لوفين براونشفايغ لكرة السلة في سنة 2011، ثم لعب مع نادي ميغا لكرة السلة في موسم 2011–2012.

## روابط خارجية
- أوروش دوفنجاك على موقع الاتحاد الدولي لكرة السلة (الإنجليزية)
- أوروش دوفنجاك على موقع كرة السلة الأوروبية.كوم (الإنجليزية)
- أوروش دوفنجاك على موقع DraftExpress.com (الإنجليزية)
- أوروش دوفنجاك على موقع ريلجم (الإنجليزية)
- أوروش دوفنجاك على موقع بروبوليرز (الإنجليزية)
- أوروش دوفنجاك على موقع سبورتس رفرنس (الإنجليزية)